# Arzla
Arzla ist ein Gemeindeteil von Inning am Ammersee im Landkreis Starnberg. Er liegt zwei Kilometer nördlich von Inning am Ammersee östlich der Bundesstraße 471.
Das Gut besteht heute ausschließlich aus Gebäuden des 20. Jahrhunderts. Es gibt in dem Ort vier Gebäude mit Wohnraum. 1995 wurde vom jetzigen Besitzer die 1806 abgetragene Laurentiuskapelle durch einen Neubau mit Flügelaltar ersetzt.

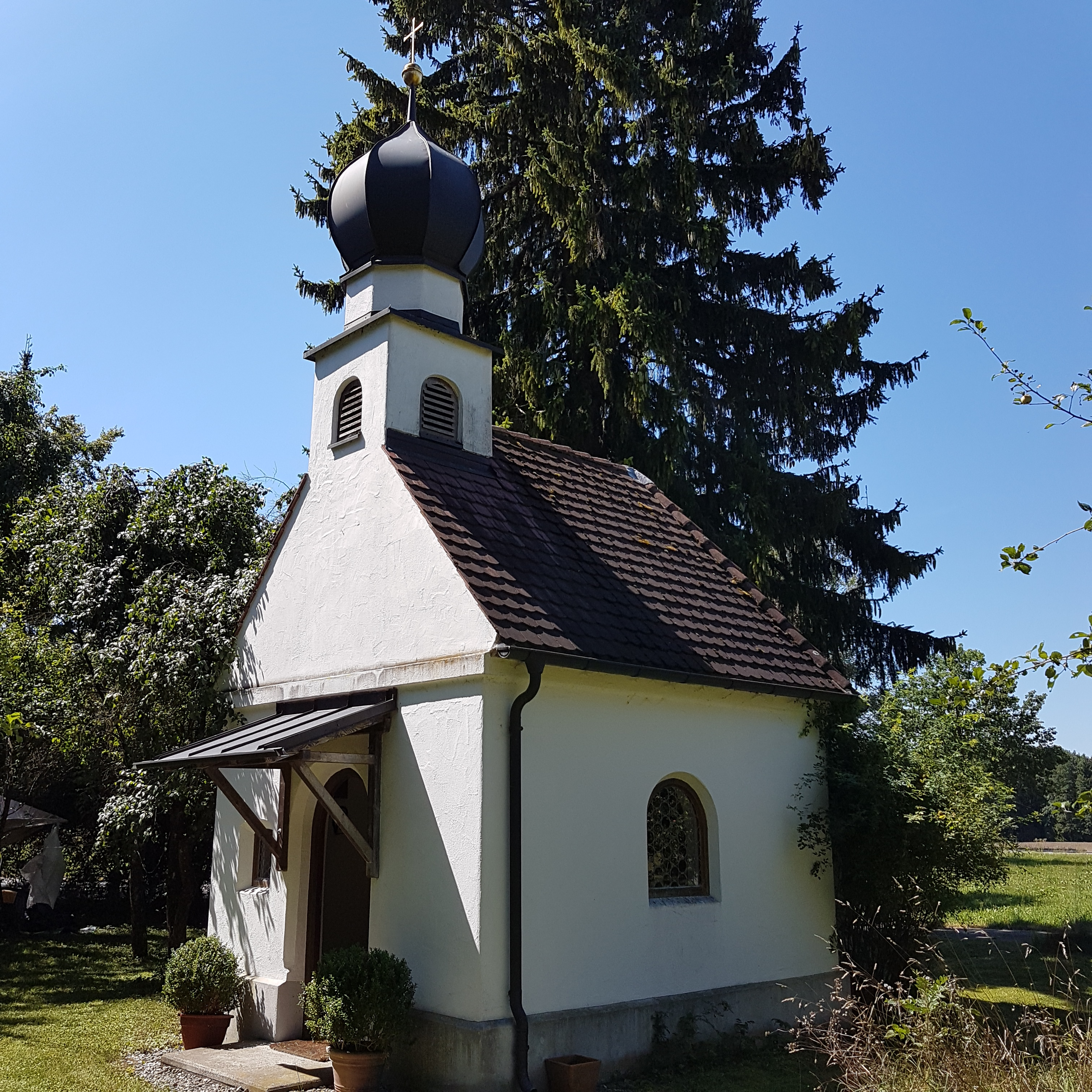
Gutskapelle von 1995

## Geschichte
Eine Schwaige an diesem Orte ist erstmals im 12. Jh. als Arcele erwähnt. Es liegt das lateinische arcella ‚Schwaige, Sennhütte‘ zugrunde.
Um 1560 wird Arzla auf der Apian-Karte mit einer Kapelle versehen erwähnt. Schon damals gehörte die damalige Schwaige zur Hofmark Seefeld, bei der das Gut bis zur Mediatisierung verblieb. Die Kapelle St. Laurentius wurde im Zuge der Säkularisation abgebrochen. Die Schwaige bestand außer dem Sakralbau aus dem Wohn- und mehreren Wirtschaftsgebäuden.